# Epierus nasicornis
Epierus nasicornis är en skalbaggsart som beskrevs av Heinrich Bickhardt 1914. Epierus nasicornis ingår i släktet Epierus och familjen stumpbaggar. Inga underarter finns listade i Catalogue of Life.